# Клабуки (Красногорський район)
Клабу́ки (рос. Клабуки) — присілок в Красногорському районі Удмуртії, Росія.

## Населення
Населення — 45 осіб (2010; 61 в 2002).
Національний склад станом на 2002 рік:
- росіяни — 80 %